# Justyna Święty-Ersetic
Justyna Elżbieta Święty-Ersetic (ur. 3 grudnia 1992 w Raciborzu) – polska lekkoatletka, specjalizująca się w biegu na 400 metrów. Multimedalistka olimpijska, mistrzyni olimpijska w sztafecie mieszanej 4 × 400 metrów, wicemistrzyni olimpijska w sztafecie 4 × 400 metrów. Srebrna i brązowa medalistka mistrzostw świata w sztafecie 4 × 400 metrów. Mistrzyni Europy w biegu na 400 metrów i w sztafecie 4 × 400 metrów. Od 2024 radna Raciborza.

## Kariera sportowa
Reprezentowała Polskę w sztafecie szwedzkiej podczas mistrzostw świata juniorów młodszych w 2009 zajmując szóstą lokatę. Pobiegła w eliminacjach sztafety 4 × 400 metrów na mistrzostwach świata juniorów w Moncton (2010) – w finale Polki (bez Święty w składzie) zajęły ósme miejsce. Wraz z koleżankami z reprezentacji sięgnęła w 2011 roku po wicemistrzostwo Europy juniorów w biegu rozstawnym 4 × 400 metrów. Dwukrotna medalistka młodzieżowych mistrzostw Europy z Tampere (2013). 8 marca 2015 podczas halowych mistrzostw Europy w Pradze zdobyła brązowy medal w sztafecie 4 × 400 metrów. Złota medalistka uniwersjady w biegu rozstawnym 4 × 400 metrów (2015). W marcu 2016 weszła w skład polskiej sztafety 4 × 400, która zdobyła srebrny medal halowych mistrzostw świata w Portlandzie. Szósta zawodniczka mistrzostw Europy w 2016 w biegu na 400 metrów oraz brązowa i złota medalistka halowych mistrzostw Europy z Belgradu (2017). W tym samym roku sięgnęła po srebrny medal podczas IAAF World Relays w sztafecie 4 × 400 metrów. Podczas mistrzostw świata 2017 w Londynie zdobyła z koleżankami brązowy medal w sztafecie 4 × 400 metrów.
Brązowa (bieg na 400 metrów) i złota (sztafeta 4 × 400 metrów) medalistka mistrzostw Polski (2012). Medalistka halowych mistrzostw Polski seniorów ma w dorobku pięć złotych (2012, 2014, 2015, 2016, 2017) i jeden brązowy (2013) medal. Zdobywała medale juniorskich mistrzostw Polski (brąz: 2010 i 2011). Ma na koncie medale z ogólnopolskiej olimpiady młodzieży oraz halowych mistrzostw Polski juniorów i juniorów młodszych.
Na mistrzostwach Europy w lekkoatletyce, które odbyły się w 2018 roku w Berlinie, przeszła do historii polskiego sportu. W ciągu półtorej godziny zdobyła dwa złote medale. Pierwszy w biegu na 400 metrów, drugi w sztafecie 4 × 400 metrów. Stała się najszybszą Polką na tym dystansie od czasów Ireny Szewińskiej.
W 2021 zdobyła złoty medal w sztafecie mieszanej 4 × 400 metrów na igrzyskach olimpijskich w Tokio. W biegu finałowym sztafetę tworzyła wraz z Karolem Zalewskim, Natalią Kaczmarek i Kajetanem Duszyńskim. Razem z pozostałymi członkami sztafety mieszanej 4x400 metrów, zdobyła 7. miejsce w 87. Plebiscycie Przeglądu Sportowego na Najlepszego Sportowca Roku w 2021 roku. W 2024 znalazła się w reprezentacji Polski na igrzyska olimpijskie w Paryżu.

## Życie prywatne
We wrześniu 2017 roku wyszła za mąż za Dawida Ersetica, zapaśnika Unii Racibórz.
W październiku 2018 roku rozpoczęła służbę wojskową. Ukończyła kurs w 36 dr OP, a od marca 2019 pełni służbę wojskową w CSWIiCh we Wrocławiu. Od kwietnia 2024 roku radna Raciborza.

## Osiągnięcia
| Rok  | Impreza                                 | Miejsce        | Konkurencja        | Lokata     | Wynik           |
| ---- | --------------------------------------- | -------------- | ------------------ | ---------- | --------------- |
| 2009 | Mistrzostwa świata juniorów młodszych   | Bressanone     | sztafeta szwedzka  | 6. miejsce | 2:10,01         |
| 2011 | Mistrzostwa Europy juniorów             | Tallinn        | sztafeta 4 × 400 m | 2. miejsce | 3:35,35         |
| 2012 | Igrzyska olimpijskie                    | Londyn         | sztafeta 4 × 400 m | eliminacje | 3:30,15         |
| 2013 | Superliga drużynowych mistrzostw Europy | Gateshead      | bieg na 400 m      | 7. miejsce | 52,79           |
| 2013 | Superliga drużynowych mistrzostw Europy | Gateshead      | sztafeta 4 × 400 m | 5. miejsce | 3:31,35         |
| 2013 | Młodzieżowe mistrzostwa Europy          | Tampere        | bieg na 400 m      | 3. miejsce | 52,22           |
| 2013 | Młodzieżowe mistrzostwa Europy          | Tampere        | sztafeta 4 × 400 m | 1. miejsce | 3:29,74         |
| 2013 | Mistrzostwa świata                      | Moskwa         | sztafeta 4 × 400 m | eliminacje | 3:29,75         |
| 2014 | Halowe mistrzostwa świata               | Sopot          | bieg na 400 m      | 4. miejsce | 52,20           |
| 2014 | Halowe mistrzostwa świata               | Sopot          | sztafeta 4 × 400 m | 4. miejsce | 3:29,89         |
| 2014 | Mistrzostwa Europy                      | Zurych         | bieg na 400 m      | półfinał   | 52,85           |
| 2014 | Mistrzostwa Europy                      | Zurych         | sztafeta 4 × 400 m | 5. miejsce | 3:25,73         |
| 2015 | Halowe mistrzostwa Europy               | Praga          | bieg na 400 m      | półfinał   | 53,53           |
| 2015 | Halowe mistrzostwa Europy               | Praga          | sztafeta 4 × 400 m | 3. miejsce | 3:31,90         |
| 2015 | Superliga drużynowych mistrzostw Europy | Czeboksary     | bieg na 400 m      | 6. miejsce | 52,67           |
| 2015 | Uniwersjada                             | Gwangju        | bieg na 400 m      | 6. miejsce | 52,44           |
| 2015 | Uniwersjada                             | Gwangju        | sztafeta 4 × 400 m | 1. miejsce | 3:31,98         |
| 2015 | Mistrzostwa świata                      | Pekin          | sztafeta 4 × 400 m | eliminacje | 3:32,83         |
| 2016 | Halowe mistrzostwa świata               | Portland       | bieg na 400 m      | 5. miejsce | 52,46           |
| 2016 | Halowe mistrzostwa świata               | Portland       | sztafeta 4 × 400 m | 2. miejsce | 3:31,15         |
| 2016 | Mistrzostwa Europy                      | Amsterdam      | bieg na 400 m      | 6. miejsce | 51,96           |
| 2016 | Mistrzostwa Europy                      | Amsterdam      | sztafeta 4 × 400 m | 4. miejsce | 3:27,60         |
| 2016 | Igrzyska olimpijskie                    | Rio de Janeiro | bieg na 400 m      | półfinał   | 51,62           |
| 2016 | Igrzyska olimpijskie                    | Rio de Janeiro | sztafeta 4 × 400 m | 7. miejsce | 3:27,28         |
| 2017 | Halowe mistrzostwa Europy               | Belgrad        | bieg na 400 m      | 3. miejsce | 52,52           |
| 2017 | Halowe mistrzostwa Europy               | Belgrad        | sztafeta 4 × 400 m | 1. miejsce | 3:29,94         |
| 2017 | IAAF World Relays                       | Nassau         | sztafeta 4 × 400 m | 2. miejsce | 3:28,28         |
| 2017 | Mistrzostwa świata                      | Londyn         | bieg na 400 m      | eliminacje | 53,62           |
| 2017 | Mistrzostwa świata                      | Londyn         | sztafeta 4 × 400 m | 3. miejsce | 3:25,41         |
| 2017 | Uniwersjada                             | Tajpej         | sztafeta 4 × 400 m | 1. miejsce | 3:26,75         |
| 2018 | Halowe mistrzostwa świata               | Birmingham     | bieg na 400 m      | 4. miejsce | 51,85           |
| 2018 | Halowe mistrzostwa świata               | Birmingham     | sztafeta 4 × 400 m | 2. miejsce | 3:26,09         |
| 2018 | Mistrzostwa Europy                      | Berlin         | bieg na 400 m      | 1. miejsce | 50,41           |
| 2018 | Mistrzostwa Europy                      | Berlin         | sztafeta 4 × 400 m | 1. miejsce | 3:26,59         |
| 2018 | Puchar interkontynentalny               | Ostrawa        | bieg na 400 m      | 6. miejsce | 51,64           |
| 2018 | Puchar interkontynentalny               | Ostrawa        | sztafeta mieszana  | –          | DQ              |
| 2019 | Halowe mistrzostwa Europy               | Glasgow        | bieg na 400 m      | 6. miejsce | 52,64           |
| 2019 | Halowe mistrzostwa Europy               | Glasgow        | sztafeta 4 × 400 m | 1. miejsce | 3:28,77         |
| 2019 | IAAF World Relays                       | Jokohama       | sztafeta 4 × 400 m | 1. miejsce | 3:27,49         |
| 2019 | IAAF World Relays                       | Jokohama       | sztafeta mieszana  | 5. miejsce | 3:20,65 (elim.) |
| 2019 | Superliga drużynowych mistrzostw Europy | Bydgoszcz      | bieg na 400 m      | 1. miejsce | 51,23           |
| 2019 | Superliga drużynowych mistrzostw Europy | Bydgoszcz      | sztafeta 4 × 400 m | 1. miejsce | 3:24,81         |
| 2019 | Mistrzostwa świata                      | Doha           | sztafeta 4 × 400 m | 2. miejsce | 3:21,89         |
| 2019 | Mistrzostwa świata                      | Doha           | bieg na 400 m      | 7. miejsce | 50,95           |
| 2019 | Mistrzostwa świata                      | Doha           | sztafeta mieszana  | 5. miejsce | 3:12,33         |
| 2019 | Światowe wojskowe igrzyska sportowe     | Wuhan          | bieg na 400 m      | 3. miejsce | 52,19           |
| 2019 | Światowe wojskowe igrzyska sportowe     | Wuhan          | sztafeta 4 × 100 m | 5. miejsce | 44,80           |
| 2019 | Światowe wojskowe igrzyska sportowe     | Wuhan          | sztafeta 4 × 400 m | 1. miejsce | 3:27,84         |
| 2021 | Halowe mistrzostwa Europy               | Toruń          | bieg na 400 m      | 2. miejsce | 51,41           |
| 2021 | Igrzyska olimpijskie                    | Tokio          | sztafeta 4 × 400 m | 2. miejsce | 3:20,53         |
| 2021 | Igrzyska olimpijskie                    | Tokio          | sztafeta mieszana  | 1. miejsce | 3:09,87         |
| 2022 | Halowe mistrzostwa świata               | Belgrad        | bieg na 400 m      | 4. miejsce | 51,40           |
| 2022 | Halowe mistrzostwa świata               | Belgrad        | sztafeta 4 × 400 m | 3. miejsce | 3:28,59         |
| 2022 | Mistrzostwa świata                      | Eugene         | sztafeta 4 × 400 m | eliminacje | 3:29,34         |
| 2022 | Mistrzostwa świata                      | Eugene         | sztafeta mieszana  | 4. miejsce | 3:12,31         |
| 2022 | Mistrzostwa Europy                      | Monachium      | bieg na 400 m      | półfinał   | 52,17           |
| 2022 | Mistrzostwa Europy                      | Monachium      | sztafeta 4 × 400 m | 2. miejsce | 3:21,68         |
| 2024 | Halowe mistrzostwa świata               | Glasgow        | sztafeta 4 × 400 m | eliminacje | 3:28,80         |
| 2024 | World Athletics Relays                  | Nassau         | sztafeta 4 × 400 m | 2. miejsce | 3:24,71         |
| 2024 | Mistrzostwa Europy                      | Rzym           | bieg na 400 m      | półfinał   | 52,18           |
| 2024 | Mistrzostwa Europy                      | Rzym           | sztafeta 4 × 400 m | 6. miejsce | 3:23,91         |
| 2024 | Igrzyska olimpijskie                    | Paryż          | bieg na 400 m      | repasaże   | 50,89           |
| 2024 | Igrzyska olimpijskie                    | Paryż          | sztafeta 4 × 400 m | eliminacje | 3:26,69         |
| 2024 | Igrzyska olimpijskie                    | Paryż          | sztafeta mieszana  | 7. miejsce | 3:12,39         |
| 2025 | Halowe mistrzostwa Europy               | Apeldoorn      | bieg na 400 m      | 5. miejsce | 51,59           |
| 2025 | Halowe mistrzostwa świata               | Nankin         | bieg na 400 m      | 5. miejsce | 51,97           |
| 2025 | Halowe mistrzostwa świata               | Nankin         | sztafeta 4 × 400 m | 2. miejsce | 3:32,05         |
| 2025 | World Athletics Relays                  | Kanton         | sztafeta 4 × 400 m | repasaże   | 3:24,56         |
| 2025 | World Athletics Relays                  | Kanton         | sztafeta mieszana  | 7. miejsce | 3:16,48 (elim.) |
| 2025 | I dywizja drużynowych mistrzostw Europy | Madryt         | sztafeta mieszana  | 1. miejsce | 3:09,43         |

## Rekordy życiowe
- Bieg na 200 metrów (hala) – 23,64 (1 marca 2020, Toruń)
- Bieg na 300 metrów (stadion) – 36,50 (20 czerwca 2019, Ostrawa) 2. wynik w historii polskiej lekkoatletyki
- Bieg na 300 metrów (hala) – 37,32 (12 lutego 2021, Toruń)
- Bieg na 400 metrów (stadion) – 50,41 (11 sierpnia 2018, Berlin) 4. wynik w historii polskiej lekkoatletyki
- Bieg na 400 metrów (hala) – 51,04 (6 marca 2022, Toruń) do 15 lutego 2023 rekord Polski, 2. wynik w historii polskiej lekkoatletyki
- Bieg na 600 metrów – 1:26,68 (10 maja 2014, Sosnowiec) były nieoficjalny rekord Polski
- Bieg na 600 metrów (hala) – 1:28,23 (19 stycznia 2014, Spała)
- Bieg na 800 metrów – 2:04,78 (26 maja 2012, Gdańsk)

4 marca 2018 w Birmingham polska sztafeta 4 × 400 metrów ze Święty-Ersetic na pierwszej zmianie wynikiem 3:26,09 ustanowiła aktualny halowy rekord kraju w tej konkurencji.
7 sierpnia 2021 w Tokio polska sztafeta 4 × 400 metrów ze Święty-Ersetic na ostatniej zmianie wynikiem 3:20,53 ustanowiła aktualny rekord kraju w tej konkurencji.
29 czerwca 2025 w Madrycie polska sztafeta mieszana 4 × 400 metrów ze Święty-Ersetic na drugiej zmianie wynikiem 3:09,43 ustanowiła aktualny rekord kraju w tej konkurencji.

## Odznaczenia
- Krzyż Oficerski Orderu Odrodzenia Polski (2021)[20][21]
- Medal 100-lecia Odzyskania Niepodległości – 2019[22]
- Coin CSWIiCh – 2019[17]